# Villard de Honnecourt

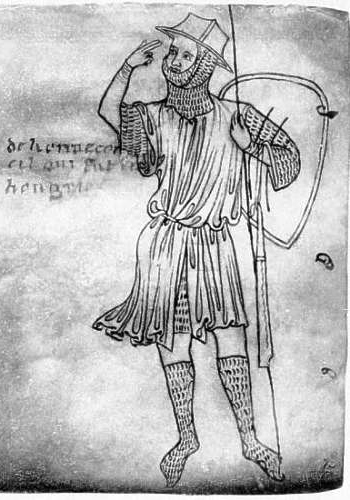
Mogelijk zelfportret van Villard de Honnecourt
(ca.1230), Album de dessins et croquis, BnF, Parijs

Villard de Honnecourt (Wilars dehonecort, fol. 1v; Vilars de Honecourt, fol. 15v) is een van de meest bekende en veelbesproken figuren van de Middeleeuwen uit de vroege 13e eeuw. De reden hiervoor is dat hij een uniek schetsboek produceerde (MS Fr 19093), zowat het enige van die periode dat tot op heden bewaard is gebleven. Met de volgende woorden begint hij zijn manuscript:
Villard de Honnecourt groet u en verzoekt eenieder die de machines uit dit boek gebruikt om voor zijn ziel te bidden en hem te herinneren. Want dit boek zal een grote hulp zijn bij metselwerk en houtbewerking, de portretkunst, alsook het tekenen, zoals de kunst der geometrie het gebiedt en onderricht.
Behalve zijn befaamde schetsboek is er vrijwel niets over Villard de Honnecourt teruggevonden. Men weet dat hij van Franse afkomst was en waarschijnlijk een intelligente persoonlijkheid. Hij interesseerde zich voor kunst en architectuur, maakte reizen en gedurende enkele jaren schetsen in zijn manuscript. Villard leefde in Noord-Frankrijk.

## Leven
Het manuscript vormt het enige bewijs van zijn bestaan. Informatie over het leven van de Honnecourt achterhalen beperkt zich dus tot conclusies trekken uit zijn schetsen en notities.
Villard’s werk wordt soms vergeleken, op het vlak van veelzijdigheid, met de geschriften van Leonardo da Vinci. Hij wordt, vooral in vroegere studies, ‘de Gotische Vitruvius’ genoemd. Deze vergelijkingen zijn echter overdreven. Het belang van zijn schetsboek kan niet op tegen de exactheid en veelzijdigheid van het werk van Leonardo da Vinci of de enorme invloed van De Architectura Libri Decem van Vitruvius. Dit blijkt ook al uit een manuscript dat drie problemen in het manuscript aan het licht brengt. Het boek is niet concreet genoeg en bevat fouten. Het manuscript is ook niet geschikt als handleiding voor het bouwen.
De stelling over Villard als ‘Gotische Vitruvius’ wordt ook weerlegd door Kruft H-W. in zijn architectuur-historisch werk uit 1991:

It is misleading to call Villard the 'Gothic Vitruvius'. It should be stressed that Villard's lodgebook did not have literary origins; it was rather a case of text being added to a sketchbook. Only the section on lodge geometry shows any formal correspondence between illustration and text, and this section probably depends on Roman traditions, as represented by the so-called 'Gromatici Vetere.'
— 

### Villard: de reizende architect
Villard heeft over de eeuwen heen een wisselende waardering en aandacht gekregen. Hij wordt onder andere meester metselaar en architect genoemd. Vooral over dit laatste bestaat veel tegenspraak.
Het manuscript bevat architectonische tekeningen en plannen. Hij nam de bestaande bouwtechnologie op en was gefascineerd door nieuwe uitvindingen.
Villard bestudeerde bestaande gebouwen en ontwerpen, veranderde ze, benadrukte bepaalde elementen en selecteerde wat hem nuttig scheen voor verder gebruik. Hoewel deze tekeningen slechts een klein percentage van het geheel uitmaken, concludeerden vele onderzoekers dat hij een architect was. Villard’s grote interesse in de gotische architectuur van dat moment valt er dan ook gemakkelijk uit af te leiden. Er zitten onder andere schetsen in van gotische kathedralen in Reims, Chartres, Laon, Lausanne, Meaux en Vaucelles. Villard trok echter ook verder dan de Franse grenzen. Dit tonen schetsen van Hongaarse en Zwitserse kerken.
Dat hij in geen enkele oorspronkelijke bron uitdrukkelijk als architect van een bouwwerk wordt genoemd pleit niet tegen de hypothese Villard als architect te beschouwen. In die tijd werd niet zo vaak één persoon als ontwerper van een gebouw aangeduid. De architect was toen slechts een onderdeel van het bouwproces, dat door vele aannemers en ontwerpers geleid en gewijzigd werd.
Er is geen bewijs van enige actieve deelname van Villard aan architectuur of een andere kunstvorm. Toch wordt hij ook tegenwoordig nog in allerlei teksten, zelfs wetenschappelijke, vermeld als architect.

### Villard: de bescheiden metaalbewerker
Redenen om Villard de Honnecourt als metaalbewerker te beschouwen in plaats van als architect zijn dan ook terug te vinden. Deze gedachte wordt mede gesterkt door het beperkt aantal architectonische tekeningen en de daaraan ontbrekende juistheid. Enkele fouten en zelfs foute interpretaties van draagsystemen zijn teruggevonden. Dat hij wellicht eerder een kleinschalige metaalbewerker was, wordt opgemaakt uit tekeningen van kleinere voorwerpen, die veel juister zijn. Uit de veel preciezere tekeningen van gedrapeerde kleding, in de dan veel gebruikte Muldenfaltenstil, en van vele kleine metalen voorwerpen als kruisbeelden en andere religieuze kunstvoorwerpen, kan men dit ook opmaken. Met deze laatste lijkt hij veel meer voeling te hebben dan met de grote architectonische plannen en snedes. Ook James Ackerman deelt in de mening dat Villard de Honnecourt eerder een bescheiden technicus was.

## Villard in de middeleeuwse traditie
Villard de Honnecourt is zeer kenmerkend voor de middeleeuwse intellectueel: een vakman, intelligent, met gevoel voor observatie, een veelzijdig metselaar, beeldhouwer en meubelontwerper. Met een voorliefde voor machinerie en nieuwigheidjes.
Hij wilde zowel de bestaande traditie behouden als bijblijven met verbeteringen en nieuwe ontdekkingen. Dit verbeteringsgeloof uit zich o.a. in praktische tips voor vloerconstructie, de fabricage van stormrammen, het versterken van hijswielen, etc.
De ongebreideldheid en speelsheid van de eerste Westerse architectonische manuscripten vinden we ook terug in dit werk. Het zit vol technologische fantasieën. Ze tonen de eigentijdse levendige denkwijze die serieuze uitvindingen mogelijk maakten.

## Zijn werk

### Het manuscript
Het manuscript is een van de bekendste en meest controversiële werken van de Middeleeuwen. Momenteel bevindt het zich in de Bibliothèque nationale van Frankrijk. 'Waarschijnlijk is het daar meer op grond van zijn ouderdom dan op dat van zijn nuttigheidswaarde beland' . Het telt 66 bladzijden perkament, waarvan 8, uit het deel over houtwerk, in de loop van de geschiedenis verloren zijn gegaan. Het werk is opgesplitst in 33 folio’s, waarop 133 afbeeldingen terug te vinden zijn. 96 tekeningen gaan over architectuur en machinerie. Er zijn ook 94 figuur- en 43 dierschetsen. Doorschemeringen van vage figuren op de folio’s zijn te wijten aan het feit dat hij palimpsesten, voor hergebruik geschikt gemaakt perkament, gebruikte.
Het album werd geschreven in de vroeg dertiende eeuw, men vermoedt tussen 1175-1240. Geen enkel ander vergelijkbaar werk is uit die periode van de Middeleeuwen bewaard gebleven, vandaar zijn grote waarde. Dit zegt echter niets over de kwaliteit van het werk als zodanig. Er zijn ondertussen veel onderzoeken naar de inhoud van het manuscript verricht, maar meestal leidden deze tot meer vragen dan antwoorden. Waarschijnlijk is de rangschikking van de vellen ondertussen gewijzigd en zijn tal van notities en tekeningen toegevoegd door latere artiesten of personen die het boek erfden.

### Belang van het manuscript
Het belang van de Honnecourts werk staat vast. Volgens F. Bucher is het manuscript het belangrijkste getuigenis van de opvattingen uit de eerste drie decennia van de dertiende eeuw. Zijn tekeningen tonen ons de opkomende architectonische concepten: die van een totale integratie van sculptuur in de architectuur. Villard’s tekeningen worden een mijlpaal in tekenconventies genoemd. De vorming van de representatieconventies in de architectuur.

### Doel van het manuscript
In het voorwoord van zijn manuscript schrijft Villard de Honnecourt dat hij zijn werk aan niemand speciaal opdraagt, tenzij aan een paar niet nader genoemde personen die het uiteindelijk nodig zouden kunnen hebben. Net als Vitruvius wilde hij herinnerd worden in de toekomst. Toch bleef Villard zeer vaag over het publiek dat hij beoogde met zijn werk.
Auteurs die het werk van Villard analyseerden menen echter wel een reden tot schrijven te vinden.
De keuze van onderwerpen en begeleidende inscripties tonen aan dat het document eerder bedoeld kon zijn als een handleiding voor amateurs die geïnteresseerd zijn in technologie, dan voor ontwerpers en vakmensen.
Het werk kan ook worden uitgelegd als een organisatie van materiaal voor didactisch gebruik. Deze veronderstelling wordt ondersteund door de veelheid aan informatie over: metselwerk, machinerie, timmerwerk en geometrische principes, die de grondslag vormen voor het optekenen van mensen, dieren en architectuur.

## Besluit
Villard de Honnecourt blijft een mysterieus persoon. Behalve de informatie die uit zijn manuscript af te leiden valt, weten we praktisch niets over hem. Toch heeft zijn geschrift zeker een grote invloed en belang gehad. We stellen vast dat het manuscript van Villard de Honnecourt niet volledig noch helemaal correct is. Er zitten fouten en gebreken in. Het is vermoedelijk echter het enig overgebleven schetsboek uit die tijd, waardoor het zeer moeilijk is om veel van de informatie te controleren. Uit het gebrek aan vergelijkbare voorbeelden volgt ook meteen de waarde van het schetsboek, en de bekendheid van Villard de Honnecourt.

## Galerij

Tekeningen van het schetsboek, (13e eeuw), Album de dessins et croquis, BnF
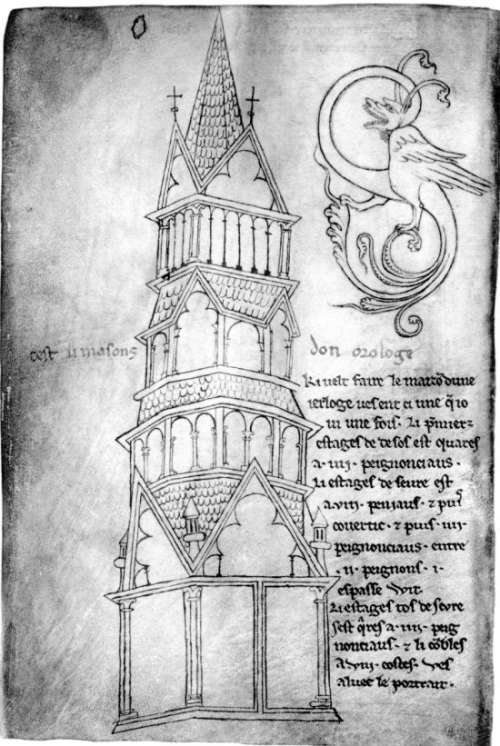
Klokkentoren en een sierletter
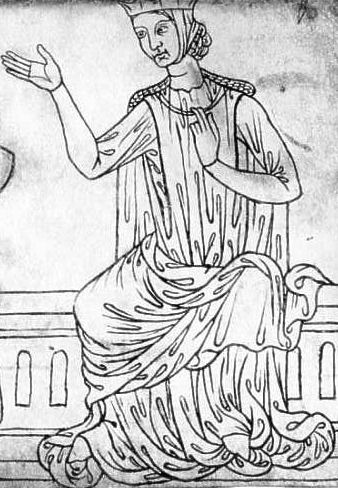
Zittende vrouw
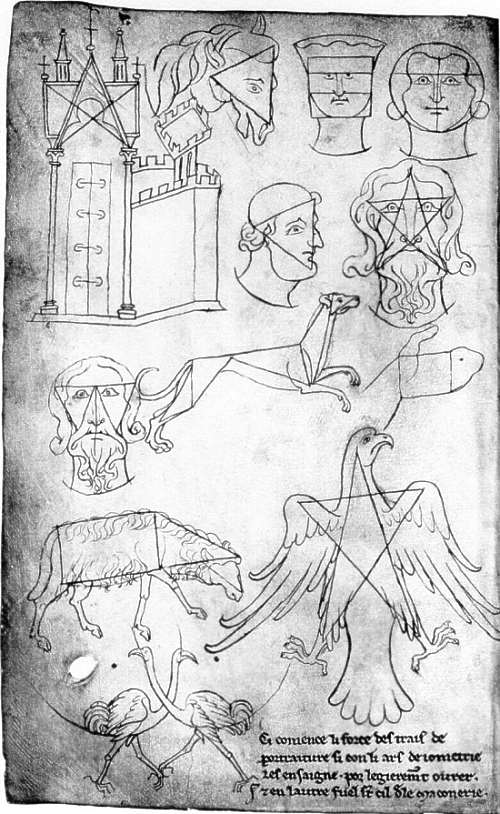
Diverse figuren
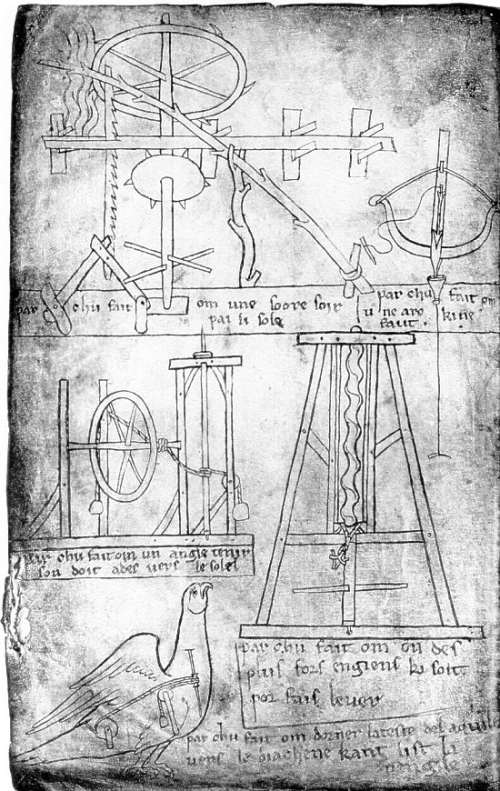
Hydraulische zaag
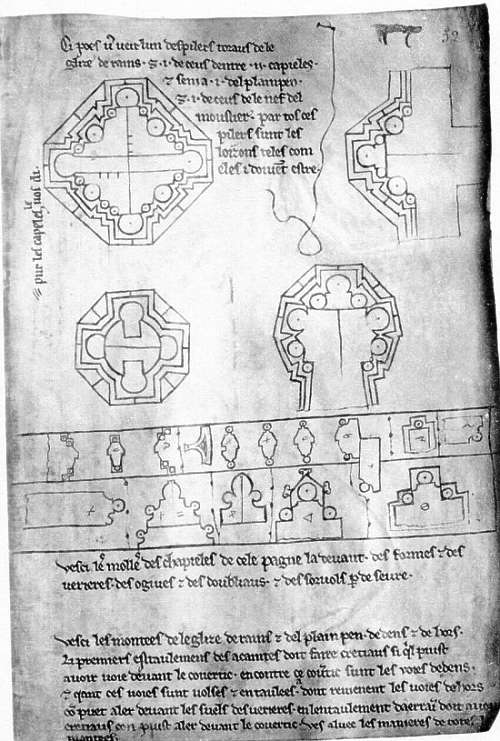
Architectonische elementen: pilaren, ribben en stijlen